# Orientalisches Seminar der Universität Frankfurt am Main
Das Orientalische Seminar war eine Einrichtung der Johann Wolfgang Goethe-Universität in Frankfurt am Main am Fachbereich 9 Sprach- und Kulturwissenschaften. Es gehörte zum Institut für Orientalische und Ostasiatische Philologien.
Die Frankfurter Orientalistik befasste sich in Forschung und Lehre mit der Wissenschaft von den Sprachen und Literaturen des Vorderen Orients. Daneben stellte die Islamwissenschaft einen weiteren Schwerpunkt dar. Das Seminar befand sich in den letzten Monaten vor der endgültigen Schließung nach dem Auszug aus dem kultur- und sprachwissenschaftlichen Gebäude in der Dantestraße im Juridicum auf dem Campus Bockenheim.

## Überblick der Professuren
- 1915–1931: Josef Horovitz
- 1931–1935: Gotthold Weil
- 1935–1950: (aus politischen Gründen nicht besetzt)
- 1950–1956: Hellmut Ritter
- 1956–1995: Rudolf Sellheim
- 1995–2009: Hans Daiber

## Geschichte
Das Seminar war geprägt von einer bewegten Geschichte, die eine Reihe bedeutender und weltweit angesehener Wissenschaftler mit ihrer Handschrift zeichneten.

### Gründung: Eine jüdische Stiftung
Der zu den Gründern der Goethe-Universität gehörende, aus Frankfurt stammende, jüdische Bankier Jakob Heinrich Schiff stiftete am 15. Juli 1913 einen
„ordentlichen Lehrstuhl für Semitische Philologie mit Berücksichtigung der targumischen und talmudischen Literatur an der in Frankfurt am Main zu begründenden Universität, und, falls nach dessen Dotierung noch aus den Jahreszinsen ein Betrag verfügbar ist, etwaiger dem Lehrstuhl angegliederter Institute oder Einrichtungen“.
Im Vorfeld war in der von dem Rabbiner Moritz Rahmer gegründeten Zeitschrift Jüdisches Litteratur-Blatt (Jg. 33, 1911, S. 49–54) durch Hans Bahr bereits die Notwendigkeit eines Lehrstuhls für talmudische Forschung an der geplanten Frankfurter Universität diskutiert worden, allerdings als Hilfe für die Exegese des in jüdischer Umgebung entstandenen Neuen Testaments. Diese Diskussion wird später dahingehend präzisiert, dass der zu gewinnende Lehrstuhlinhaber jemand sein müsse,
„der mit dem innersten Geiste dieser (sc. talmudischen) Überlieferungen womöglich durch eine rabbinische Erziehung vertraut und doch in strengem Sinne Semitist ist, so dass er, woran es in jenen dilettantischen Bemühungen zumeist fehlt, neben dem Hebräischen auch die übrigen semitischen Sprachen, vor allem das Arabische und Syrische wirklich beherrscht“.

### Zielgerichteter Aufbau
Dieser von Schiff gegründete Lehrstuhl bildet der Beginn der Orientalistik in Frankfurt, die in der Person von Josef Horovitz bereits einen namhaften Vertreter hatte. Horovitz baute das Seminar als Direktor von 1915 bis zu seinem Tod 1931 auf. Er wurde bekannt durch seine arabischen Editionen einer Prophetenbiographie und durch seine Untersuchungen zum Koran und dessen jüdischen Hintergrund. Zudem arbeitete er an einer Konkordanz zur altarabischen Poesie, ein Projekt, das lange nach seinem Tode, auch mit Beteiligung des Frankfurter Orientalischen Seminars, abgeschlossen wurde.
Lehrveranstaltungen umfassten eine Einführung in das Arabische, ebenso Übungen zur syrischen Grammatik und den aramäischen Dialekten. Neben den auch in der Gegenwart angebotenen Türkisch-, Persisch- und Hebräischkursen wurde zu jener Zeit noch Sanskrit gelehrt. Wichtiger Bestandteil war jedoch auch die Einführung in die Frühgeschichte des Islam.
Bei Horovitz habilitierte sich 1931 der Orientalist Martin Plessner für Semitische Philologie und Islamkunde; er hielt im selben Jahr seine Antrittsvorlesung zur Erlangung der venia legendi über „Die Geschichte der Wissenschaften im Islam als Aufgabe der modernen Islamwissenschaft“, damit eine Idee vorwegnehmend, die 1982 in dem Frankfurter, von Fuat Sezgin gegründeten und durch eine Stiftung arabischer Länder finanzierten Institut für Geschichte der Arabisch-Islamischen Wissenschaften verwirklicht worden ist.
Die Geschichte der Wissenschaften, unter Einbeziehung des Arabischen, war das Spezialgebiet Willy Hartners, der nach dem Zweiten Weltkrieg 1946 zum „Ordinarius für Geschichte der Naturwissenschaften“ ernannt wurde. Sein Nachfolger wurde 1985 David King, dessen Schwerpunkte die islamische Astronomie und islamische astronomische Instrumente waren. Mit seinem Ausscheiden wurde die Stelle aufgehoben.
Parallel zu dieser wissenschaftshistorischen Tradition vertrat Gotthold Weil im Frankfurter orientalistischen Wissenschaftsbetrieb die sprachhistorische und literaturgeschichtliche Forschung. Weil, Nachfolger von Josef Horovitz, war Direktor des Seminars von 1931 bis 1935, dem Zeitpunkt seiner Emigration nach Palästina. Diese auf seine Zwangsabsetzung erfolgte, aber sicher auch notwendige Flucht vor der Naziherrschaft führte ihn an die Hebräische Universität Jerusalem.

### Stillstand im Dritten Reich
Nach Weil wurde die Stiftungsprofessur für Semitische Philologie im Dritten Reich und infolge der Kriegswirren nicht mehr besetzt; lediglich Johann Fück nahm von 1935 bis 1938 einen Lehrauftrag für Arabisch und Islamkunde wahr. Im Jahre 1939 wurde das Stiftungsvermögen der allgemeinen Hochschulstiftung, der Dr. Adolf Varrentrapp-Stiftung zugeführt.

### Wiederbelebung nach 1950
Im Jahre 1950 kam in der Person von Hellmut Ritter ein international renommierter Orientalist und Kenner der arabisch-persisch-türkischen Philologie, der sich besonders um die Erschließung arabischer und persischer Literatur durch Handschriftenkataloge, Editionen und Übersetzungen verdient gemacht hat. Er brachte seine noch heute einzigartige Sammlung von etwa 5.000 Bänden hauptsächlich arabischer und persischer, aber auch türkischer Werke aus Istanbul mit, wo er zuvor als Leiter der Zweigstelle der Deutschen Morgenländischen Gesellschaft gewirkt hatte.
Nach Ritters Emeritierung im Jahre 1956 folgte ihm auf dem Lehrstuhl Rudolf Sellheim, dessen Hauptwerk die Katalogisierung und Auswertung arabischer Handschriften für die Literaturgeschichte war.

### Kontinuität zur Jahrtausendwende
Seit 1995 war Hans Daiber, der sich gleichfalls mit der Katalogisierung arabischer Handschriften beschäftigt und sich in seinen Arbeiten auf die Rolle des Islam zwischen Antike und Mittelalter konzentrierte, mit der leitenden Position betraut. Er hat einem Urteil von Martin Plessner zufolge in seiner Dissertation die griechisch-arabische Übersetzungsliteratur als Quelle für die griechische Sprachgeschichte entdeckt. Daiber war unter anderem Herausgeber der Reihen Aristoteles Semitico-Latinus (seit 1975) sowie Islamic Philosophy, Theology and Science. Texts and Studies (seit 1982).

### Schließung des Seminars
Im Zuge der Zentrenbildung kleinerer Fächer in Hessen wurde auf Beschluss der CDU-geführten hessischen Regierung im Jahre 2005 das Orientalische Seminar in Frankfurt genauso wie die Orientalistik der Universität Gießen zugunsten eines Großprojektes an der Universität Marburg aufgegeben. Es erfolgte daraufhin ein sofortiger Aufnahmestopp für Orientalistik-Erstsemester in Frankfurt.
Gegen diese politische Entscheidung regte sich auf Seiten von Wissenschaftlern und teilweise auch unter den Studierenden Widerstand bezüglich der Standortwahl und der Vorgehensweise des Ministeriums, dem aber nicht nachgegeben wurde.
Nach den Abschlüssen des letzten Jahrganges wurde der Lehrbetrieb planmäßig ab Mitte 2009 eingestellt. Die einzigartige von Spezialisten über Jahrzehnte aufgebaute Bibliothek, welche ca. 45.000 Bände umfasste, wurde bereits im Februar 2008 gegen großen Protest der Studierenden an den neuen Standort Marburg verlagert.

### Letzte Schwerpunkte in der Lehre
Zuletzt stand neben der Arabischen Philologie, Sprach- und Literaturgeschichte besonders die islamische Wissenschaftsgeschichte im Mittelpunkt der Lehrveranstaltungen. Seminarintern wurden Sprachkurse in Arabisch, Persisch und Syrisch-Aramäisch, sowie darüber hinaus fachbereichintern in Hebräisch und Türkisch angeboten.
Die Veranstaltungen richteten sich vornehmlich an die Studierenden der Orientalistik sowie der Empirischen Sprachwissenschaft mit Schwerpunkt in orientalischen Philologien, aber auch an verwandte Fächer wie Islamische Religionswissenschaft, Judaistik und Turkologie. Insbesondere die Sprachkurse standen dabei für Hörer aller Fachbereiche offen und fanden einen großen Zuspruch.

## Wissenschaftliche Prägung
Der geschichtlichen Übersicht lassen sich Richtungen der Frankfurter Orientalistik entnehmen, die dem Komplex Judentum-Islam (Horovitz, Weil, Daiber), der arabischen Sprachgeschichte (Weil, Daiber), der Literaturgeschichte (Horovitz, Ritter, Sellheim, Sezgin, Daiber), der arabisch-islamischen Wissenschaftsgeschichte (Plessner, Hartner, King, Sezgin, Daiber) oder der islamischen Philosophie und Theologie (Daiber) zuzuordnen sind.

## Bekannte ehemalige Dozenten (Auswahl)
- 1958/59 Gastprofessor: Richard Nelson Frye (1920–2014), US-amerikanischer Historiker und Orientalist, Professor Emeritus der Harvard University

## Bekannte ehemalige Studenten (Auswahl)
- Gerhard Johannes Botterweck (* 1917; † 1981), Theologe, Professor an der Universität Bonn
- Dan Diner (* 1946), Historiker und Schriftsteller, Direktor des Leipziger Simon-Dubnow-Instituts für jüdische Geschichte und Kultur
- Shlomo Dov Goitein (* 1900; † 1985), Arabist und Orientalist
- Stefan Leder (* 1951), Orientalist, Professor an der Universität Halle, Vorsitzender der Deutschen Morgenländischen Gesellschaft, Direktor des Orient-Instituts Beirut
- Josef Matuz (* 1925; † 1992), Historiker, Orientalist, Professor für Islamwissenschaft an der Universität Freiburg i. Brsg.
- Friedemann Rex (1931–2022), Professor für Naturwissenschaften an der Universität Tübingen
- Gregor Schoeler (* 1944), Historiker und Orientalist, Professor an der Universität Basel